# Ян Гемерлінг
Ян Гемерлінг (нар. 27 жовтня 1907, Львів, Австро-Угорщина — пом. невідомо) — польський хокеїст та футболіст.

## Із біографії
Народився 27 жовтня 1907 у Львові. Працював на пошті. Вихованець футбольної секції спортивного клубу «Погонь». За головну команду грав з 1924 по 1936 рік. В хокеї, спочатку, виступав за команду Львівського ковзанярського товариства, а з 1929 року — у складі «Погоні». У сезоні 1932/33 його клуб здобув титул чемпіона Польщі. У складі національної збірної двічі здобував срібні нагороди європейського чемпіонату: 1929 (Будапешт), 1931 (Криниця-Здруй). Всього за збірну Польщі провів 14 матчів.
З 1936 року виступає в основному складі «Юнака» (Дрогобич). 1937 клуб здобув путівку до львівського футбольного округу, а у сезоні 1938/39 — переміг у цьому змаганні. У кваліфікаційному турнірі, за вихід до польської елітної ліги «Юнак» вважався фаворитом, але планам не судилося збутися. Розпочалась друга світова війна. Ян Гемерлінг, як і більшість гравців команди, опиняється на Близькому Сході. Перебував в армії генерала Андерса. Коли на фронті було тихо, продовжував виступати у складі «Юнака». Після війни переїхав до Австралії. Подальша доля невідома.

## Досягнення
- Віце-чемпіон Європи (2): 1929, 1931
- Чемпіон Польщі (1): 1933
- Віце-чемпіон Польщі (2): 1929, 1930